# Liac
 Liac  es una comuna y población de Francia, en la región de Mediodía-Pirineos, departamento de Altos Pirineos, en el distrito de Tarbes y cantón de Rabastens-de-Bigorre.
Su población en el censo de 1999 era de 169 habitantes.
Está integrada en la Communauté de communes Adour Rustan Arros.

## Demografía
| 178 | 198 | 172 | 157 | 175 | 169 |
| Para los censos de 1962 a 1999 la población legal corresponde a la población sin duplicidades (Fuente: INSEE [Consultar]) |     |     |     |     |     |